# 沃羅尼日
51°45′48″N 33°27′53″E / 51.76333°N 33.46472°E

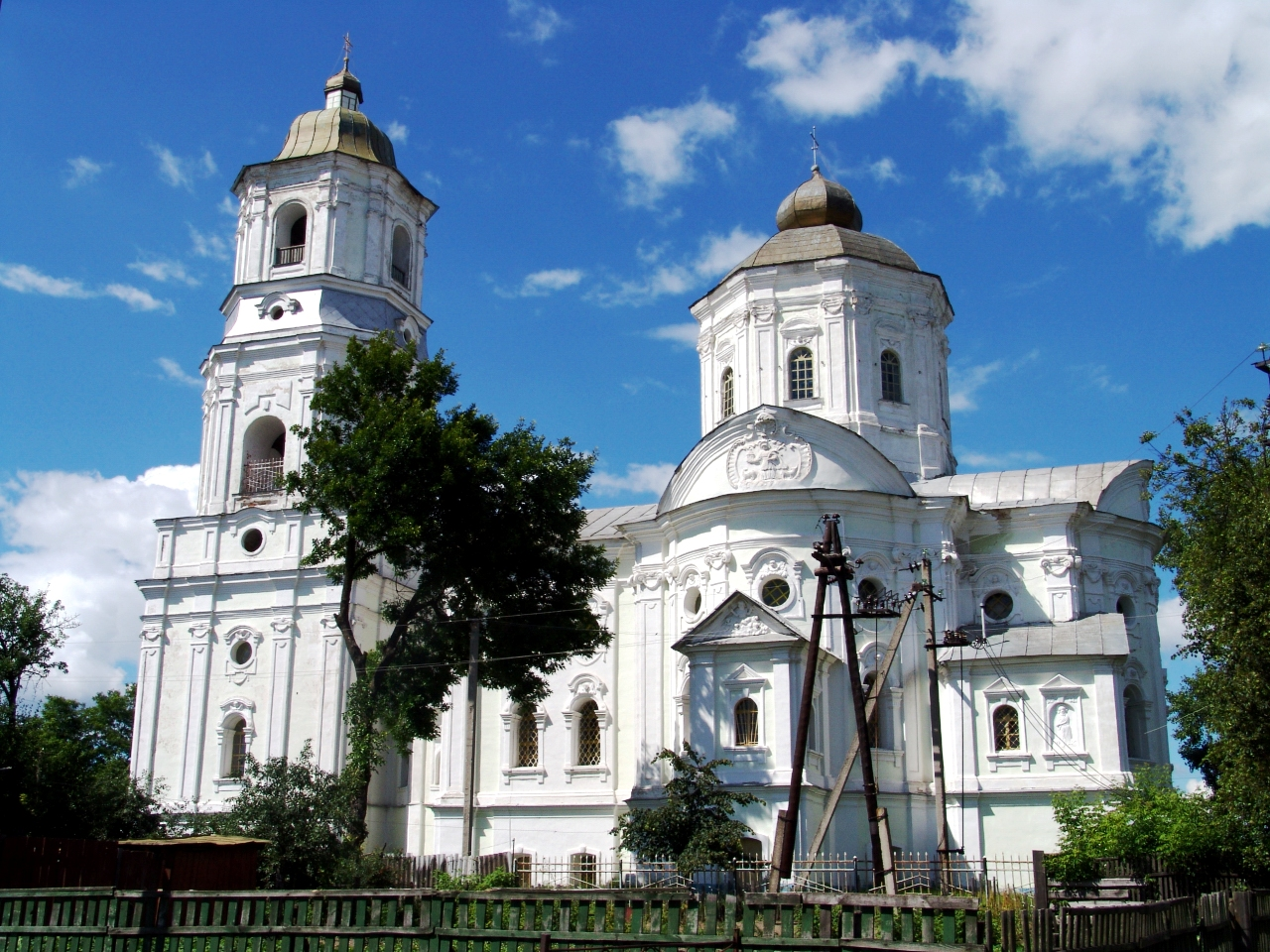
教堂

沃羅尼日（羅馬化：Voronizh）是位於烏克蘭東北部的市級鎮，由蘇梅州紹斯特卡區的紹斯特卡市鎮負責管轄。該鎮處於奧索塔河畔，面積15平方公里，海拔高度183米，2022年人口6,560，人口密度每平方公里510.1人。

### 引用
1. ↑  世界地名译名词典 2017，第3067頁.
2. ↑   (PDF).   [2024-07-14]. （原始内容存档 (PDF)于2022-07-04）.